# 余琦 (亚太空间合作组织)
余琦（1966年—），女，2020年11月1日开始担任亚太空间合作组织秘书长，研究生毕业于北京航空航天大学，取得博士学位，曾担任中国科学院遥感所综合办公室主任、国家航天局副司长等职。
2024年6月，余琦因在道路中間违章停车，经提醒拒绝改正且辱骂路人，并挟洋自重声称自己拥有使馆车辆及“外交豁免权”而走红网络，最终因“违反停车管理规定、辱骂他人、发表不当言论”被北京市公安交管部门和属地公安机关查处，其本人也通过《新京报》向公众道歉。

## 履历
余琦研究生毕业于北京航空航天大学，取得博士学位。
2009年，余琦曾担任中国科学院遥感所综合办公室主任。
2010年8月至2015年，余琦任国家国防科技工业局重大专项工程中心副主任（副局级）。
此后，调任国家国防科技工业局系统工程一司副司长、副巡视员。2017年，余琦担任国家航天局系统工程司副司长。2019年至2020年10月，余琦担任中国国家航天局国际合作司副司长。
2020年11月1日，余琦在接近法定退休年龄时，转而出任亚太空间合作组织秘书长，任期五年。任职期间，余琦推动了亚太空间合作组织与西北工业大学、武汉大学、浙江大学、哈尔滨工业大学、中国政法大学等高校以及中国航天基金会等组织的合作。

## 著作
2013年，国家遥感应用工程技术研究中心原总工程师阎守邕出版的《现代遥感科学技术体系及其理论方法》一书中，余琦曾挂名第四作者。

## 争议

### 外交豁免事件
2024年6月16日，余琦与其丈夫徐某某驾驶亚太空间合作组织的车牌为“323007使”的车辆并携带违规饲养的犬只在北京市朝阳区广信街与广泰东路十字路口处违章停车，经提醒拒绝改正并辱骂路人，并挟洋自重质问对方“你懂什么叫使馆车吗”“你懂什么叫外交豁免权吗”，声称自己拥有“外交豁免权”，随后北京交警到达现场后处理。其交通违章的行为及恶劣态度被市民录像并上传至网络，被网友曝光其亚太空间合作组织秘书长身份。北京市警方已介入调查。

#### 道歉与处罚
2024年6月19日，余琦通过《新京报》发布道歉视频，就其6月16日的不当言行进行道歉，表示其行为已经对所在国际组织造成不良影响：“深刻检讨，真诚接受各方批评。”但其在道歉视频中盯着稿子念得有口无心、磕磕绊绊，始终没有正视镜头，大众报业半岛网评论员认为其在糊弄，网民并不接受这样的道歉，“人前人后两张脸的余琦才是最让人忧心的”。
同日，北京市公安局发布通报，已查实余琦“违反停车管理规定、辱骂他人、发表不当言论”的行为，对于余琦的交通违法情况，公安交管部门依法作出罚款处罚。对工作中发现的余某夫妇违规饲养犬只的违法行为，属地公安机关依照法定程序作出相应处理。对余某存在的治安违法行为，属地公安机关已立为行政案件开展工作。

#### 媒体评论
2024年6月18日，事件发酵后《环球时报》原总编辑胡锡进发表评论，“这个大妈啥素质，一个外交破牌照就能让她如此嘚瑟，真是丢人”。《齐鲁晚报》评论，余琦还应该由此深刻反思“特权意识”，反省自己的不当言行是不是习惯使然，一时失态的背后，很可能是长期的缺乏自律、不知敬畏。
在余琦道歉后，6月22日，胡锡进发表评论，“只要她犯错误能道歉，我们就要得饶人处且饶人”。

#### 后续
余琦走红网络并道歉后，一则疑似其2024年3月在北京危险驾驶被曝光的视频重新翻红网络。视频中显示，其一边开车，一边手持手机甚至威胁正常行驶的司机。